# 齿纹非洲鸟蛤
齿纹非洲鸟蛤（学名：Afrocardium exochum），是帘蛤目鸟尾蛤科非洲鸟蛤属的一种。主要分布于中国大陆，常栖息在水深75－100米。